# Barrettinelli di Fuori
Barrettinelli di Fuori of Barrettinelli di Sopra is een rotseilandje in de La Maddalena-archipel voor de kust van het Italiaanse eiland Sardinië.
Het eiland bestaande uit roze graniet en schist en ligt ten oosten van Santa Maria. Op het eilandje, dat ten noordoosten van Corcelli gelegen is en een doorsnede heeft van net honderd meter, staat een vuurtoren die soms ook Faro di Corcelli wordt genoemd. De Faro di Barrettinelli di Sopra (SAR-026) stamt uit 1936 en is zwart geverfd met een horizontale rode band. Iedere tien seconden zendt de vuurtoren een lichtflits uit die op elf zeemijl zichtbaar is.
Het eiland is een habitat voor de Tyrreense muurhagedis.
Het IOTA-nummer van Barrettinelli di Fuori is, zoals voor de meeste andere eilanden in de archipel, EU-041. De Italian Islands Award-referentie (I.I.A., gegeven aan natuurlijke eilanden) was SS-022. Inmiddels heeft het in de Mediterranean Islands Award de code MIS-111.